# Mistrzostwa Europy w Judo 1996
45. Mistrzostwa Europy w Judo odbywały się w 1996 roku w Hadze (Holandia). Turniej drużynowy rozegrano 19 i 20 października w Petersburgu.

## Mężczyźni
| Konkurencja: | Złoto | Srebro | Brąz |
| -60kg        | Giorgi Wazagaszwili | Nigel Donohue | Girolamo Giovinazzo Franck Chambilly |
| -65kg        | Giorgi Rewaziszwili | Julian Davies | Peter Schlatter Larbi Benboudaoud |
| -71kg        | Danny Kingston | Thomas Schleicher | Illa Czymczyuri Christophe Gagliano |
| -78kg        | Djamel Bouras | Oleg Crețul | Konstantin Sawcziszkin Patrick Reiter |
| -86kg        | Mark Huizinga | Oleg Malcew | Sergej Klischin Ryan Birch |
| -95kg        | Paweł Nastula | Pedro Soares | Ghislain Lemaire Dmitrij Siergiejew |
| +95kg        | Dawit Chachaleiszwili | Siergiej Kosorotow | Rafał Kubacki Selim Tataroğlu |
| +            | Indrek Pertelson | Selim Tataroğlu | Ramaz Czoczoszwili Harry Van Barneveld |
| Drużynowo    | Francja · Yacine Douma · Larbi Benboudaoud · Laurent François · Christophe Massina · Frédéric Demontfaucon · Ghislain Lemaire · Laurent Crost · (Vincenzo Carabetta, Ludovic Bimont, Laurent Calleja · Ferrid Kheder, Álvaro Paseyro, Jérôme Dreyfus) | Niemcy · Sebastian Hampel · Christian Konz · Dirk Radszat · Rene Sporleder · Uwe Frenz · Patrick Nebhuth · Volker Heyer | Rosja · Vardan Voskanyan · Isłam Macyjew · Anatolij Łariukow · Vitaly Krutogolov · Tagir Abdulaev · Jurij Stiopkin · Igor Bereznitsky · (Nikolay Kutergin, Vladimir Drachko, Ruslan Gazaev · Magomed Gabarov, Stanislav Zhukov, Sergey Alekhanov · Mikhail Korobeinikov) · Gruzja · Nestor Chergiani · Giorgi Rewaziszwili · Giorgi Wazagaszwili · George Chabukashvili · Soso Liparteliani · Mewlud Lobżanidze · Dawit Chachaleiszwili · (Iweri Dżikurauli, Alexander Davitashvili) |

## Kobiety
| Konkurencja: | Złoto | Srebro | Brąz |
| -48kg        | Yolanda Soler | Jana Perlberg | Laura Moise Giovanna Tortora |
| -52kg        | Sharon Rendle | Alessandra Giungi | Nicole Flagothier Marie-Claire Restoux |
| -56kg        | Jessica Gal | Mária Pekli | Magali Baton Isabel Fernández |
| -61kg        | Gella Vandecaveye | Catherine Fleury-Vachon | Jenny Gal Diane Bell |
| -66kg        | Claudia Zwiers | Emanuela Pierantozzi | Anja von Rekowski Radka Štusáková |
| -72kg        | Ulla Werbrouck | Karin Kienhuis | Estha Essombe Hannah Ertel |
| +72kg        | Angelique Seriese | Johanna Hagn | Swietłana Gundarienko Michelle Rogers |
| +            | Monique van der Lee | Donata Burgatta | Irina Rodina Simona Richter |
| Drużynowo    | Francja · Séverine Bruneau · Laëtitia Tignola · Magali Baton · Karine Petit · Isabelle Beauruelle · Carine Varlez · Gaëlle Potel · (Frédérique Jossinet, Soïzic Pallancher, Sandrine Bouland · Séverine Vandenhende, Karine Rambault, Sabine Tisserand, Barbara Telle, Christine Cicot) | Polska · Małgorzata Roszkowska · Ewa Larysa Krause · Beata Kucharzewska · Irena Tokarz · Aneta Szczepańska · Anna Koroza · Marta Kołodziejczyk | Rosja · Tatjana Kuwszynowa · Natalja Aranowska · Zulfija Garipowa · Jelena Pietrowa · Jelena Kotielnikowa · Swietłana Galant · Irina Rodina · Holandia · Tamara Meijer · Silvia Winters · Jessica Gal · Nancy van Stokkum · Claudia Zwiers · Karin Kienhuis · Monique van der Lee · (Susanne Meulendijks, Deborah Gravenstijn, Daniëlle Vriezema, Joan van Havezaat) |

## Klasyfikacja medalowa
| Miejsce | Państwo         | Złoto | Srebro | Brąz | Razem |
| ------- | --------------- | ----- | ------ | ---- | ----- |
| 1       | Holandia        | 5     | 1      | 2    | 8     |
| 2       | Francja         | 3     | 1      | 7    | 11    |
| 3       | Gruzja          | 3     | 0      | 2    | 4     |
| 4       | Wielka Brytania | 2     | 2      | 3    | 5     |
| 5       | Belgia          | 2     | 0      | 2    | 4     |
| 6       | Polska          | 1     | 1      | 1    | 3     |
| 7       | Hiszpania       | 1     | 0      | 1    | 2     |
| 8       | Estonia         | 1     | 0      | 0    | 1     |
| 9       | Niemcy          | 0     | 3      | 3    | 6     |
| 10      | Włochy          | 0     | 3      | 2    | 5     |
| 11      | Rosja           | 0     | 2      | 6    | 8     |
| 12      | Austria         | 0     | 1      | 2    | 3     |
| 13      | Turcja          | 0     | 1      | 1    | 2     |
| 14      | Węgry           | 0     | 1      | 0    | 1     |
| –       | Mołdawia        | 0     | 1      | 0    | 1     |
| –       | Portugalia      | 0     | 1      | 0    | 1     |
| 17      | Rumunia         | 0     | 0      | 2    | 1     |
| –       | Ukraina         | 0     | 0      | 2    | 2     |
| 19      | Czechy          | 0     | 0      | 1    | 1     |